# Исторический музей (Бамберг)

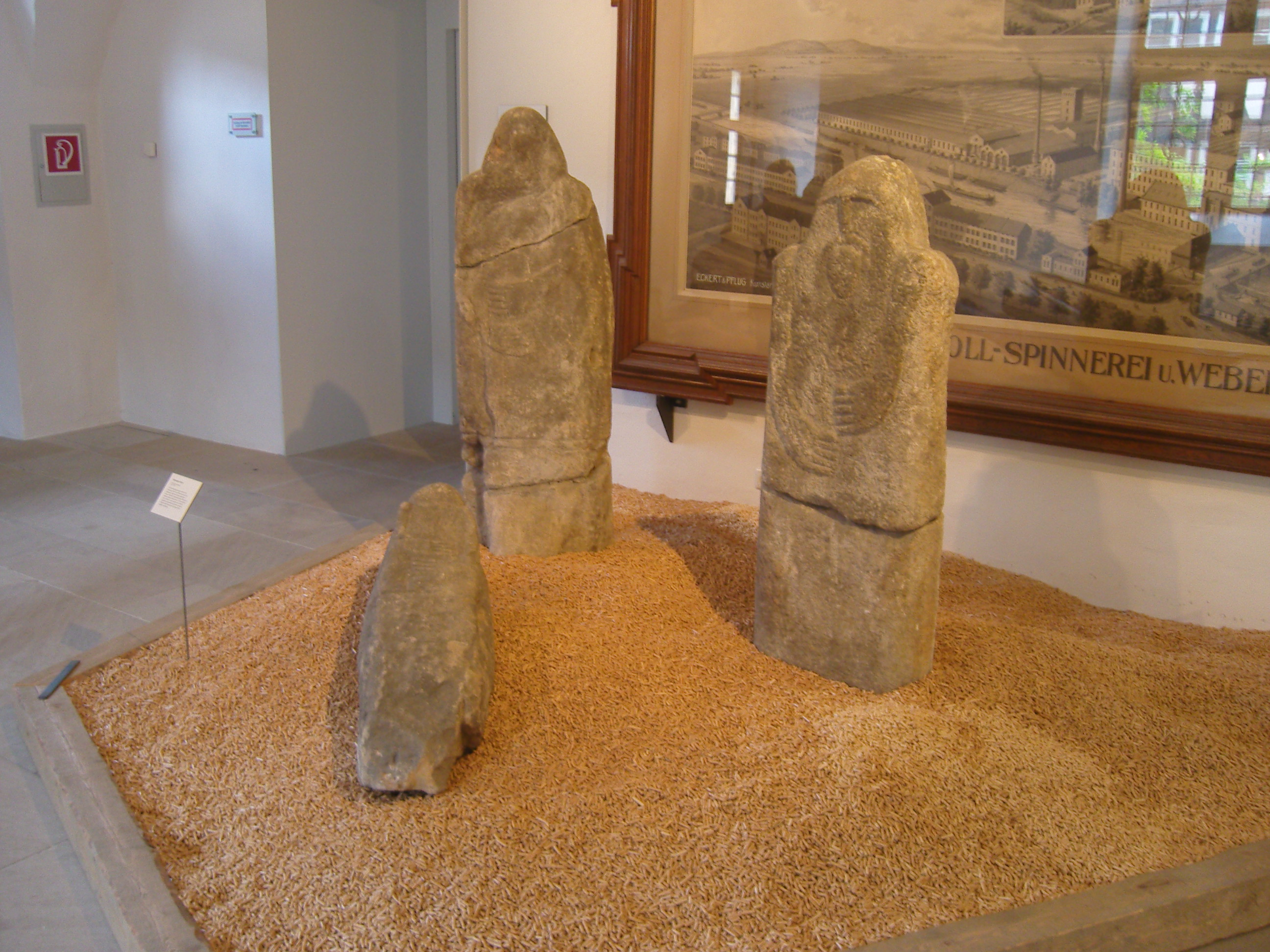
Бамбергские идолы

Исторический музей Бамберга (нем. Historisches Museum Bamberg) находится в старой епископской резиденции (нем. Alten Hofhaltung) города, рядом с собором.
История музея началась с коллекции произведений искусства, которую передал  городу в 1838 году викарий Жозеф Хемерлайн (нем. Joseph Hemmerlein). До 1935 года постоянно расширяющаяся коллекция музея находилась в аббатстве Святого Михаила. С 1938 года музей (в 1938 – 1957 годах музей назывался «Франконский краеведческий музей») располагается в старой епископской резиденции.

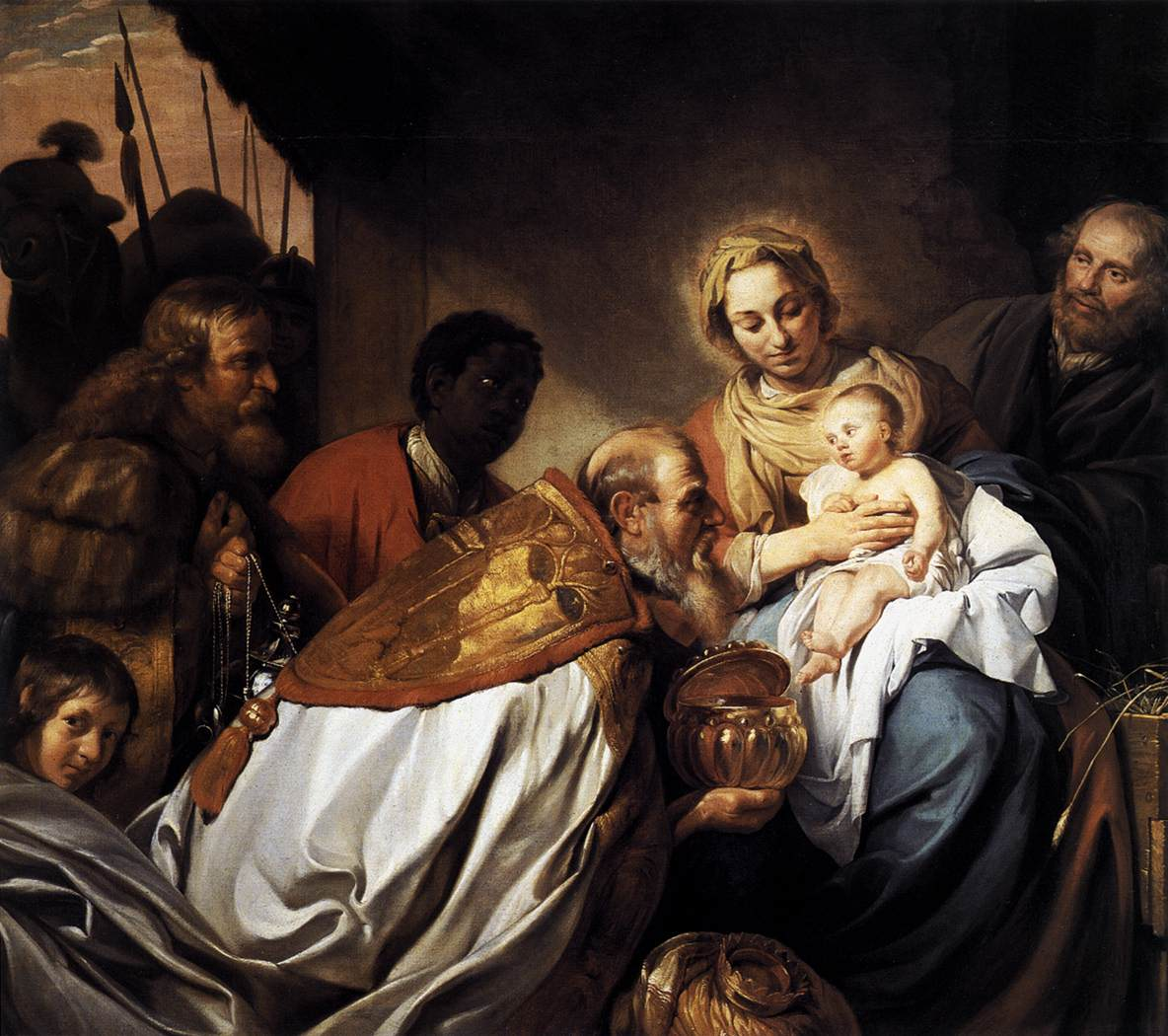
Ян де Брай «Поклонение волхвов»

## Коллекция музея
С 1838 года (года основания музея)  первоначальная коллекция стала стремительно увеличиваться.Среди экспонатов музея  выделяются знаменитые песчаные скульптуры — так называемые Бамбергские идолы (Bamberger Götzen). Они были найдены в 1858 году в предместье Бамберга Gaustadt (ныне район Бамберга). Идут споры о датировке скульптур. По одним данным они относятся к эпохе неолита, по другим их относят к I веку н.э.
Обращают внимание на себя коллекции часов XVI- XIX веков, большая коллекция монет различных исторических эпох.
Известна в Германии бамбергская коллекция рождественских картин и яслей.